# Société anonyme d'Ougrée-Marihaye

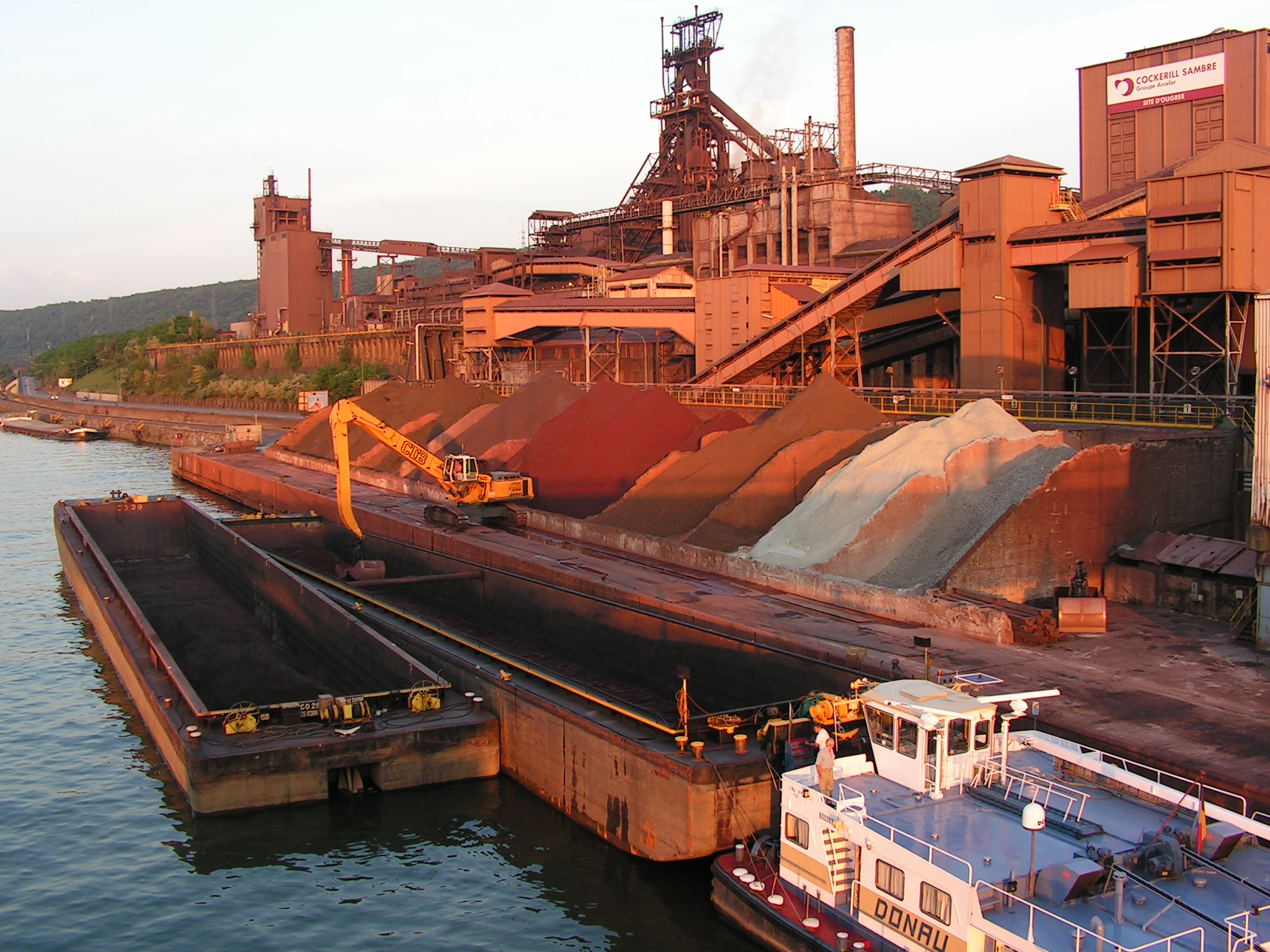
Le haut-fourneau B à Ougrée en 2005, en bordure de Meuse

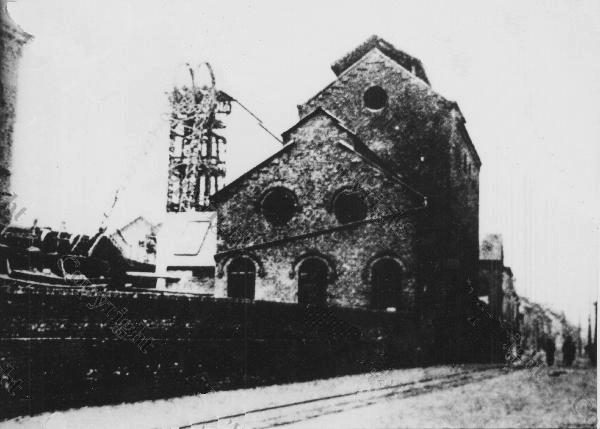
Ancienne Houillère du Many à Seraing

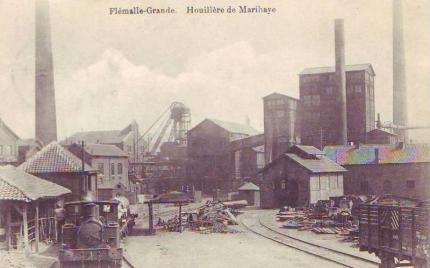
Ancienne Houillère du Marihaye à Flémalle Grande

L'entreprise sidérurgique et charbonnière Société anonyme d'Ougrée-Marihaye trouve son origine en 1835 par la fusion de deux entreprises charbonnières et sidérurgique d'Ougrée (désormais Seraing) en province de Liège en Belgique, avec les charbonnages de Marihaye de Seraing. L'entreprise fusionna en 1955 avec la Société anonyme John Cockerill pour former Cockerill-Ougrée, également entreprise sidérurgique et dans une moindre mesure charbonnière. Elle intégra Usinor en 1998 puis Arcelor en 2002 et désormais Arcelor-Mittal en 2010.

## Historique
La Fabrique de Fer d'Ougrée fut créée en 1809. Elle fut convertie en usine intégrée en 1834. La Société des Charbonnages et Hauts-Fourneaux d'Ougrée fut créée en 1835.
Les deux sociétés fusionnèrent en 1892 pour former la Société anonyme Ougrée qui fusionna à son tour avec la Société des Charbonnages de Marihaye pour former la Société anonyme d'Ougrée-Marihaye en 1900.
En 1905 elle fusionna avec la Société anonyme des Hauts fourneaux de Rodange (Rodange, Luxembourg). En 1929, elle prit le contrôle de la Société anonyme des Charbonnages de Fontaine-l'Évêque et en 1931, celui de l'Alliance Monceau basée à Monceau-sur-Sambre.
Elle fut l'un des principaux producteurs de métal en Belgique; en 1914, elle opérait 8 hauts fourneaux et avait une production d'acier de 500 000 tonnes par an. Elle produisait des produits finis et semi-finis, des barres, des poutres, des rails et des tôles. L'occupation allemande lors de la Première Guerre mondiale laissa l'usine dévastée avec seulement deux hauts fourneaux opérationnels. La reconstruction s'effectua entre 1919 et 1924. L'entreprise utilisa un chemin de fer à crémaillère industriel dans une de ses installations entre 1905 et 1928.
En 1923, en association avec la Société de l'Air Liquide, la société créa la Société Belge de l'Azote, basée à Ougrée qui produisit de l'ammoniac. La crise de 1929 et les années de dépression qui suivirent nécessita une assistance financière; la restructuration suivit; en 1936, les installations du Hainaut devinrent indépendantes sous le nom Aciéries et Minières de la Sambre (AMS), de même qu'en 1937 les installations de Rodange devinrent la Minière et Métallurgique de Rodange (MMR).
En 1955 la société fusionna avec la Société anonyme John Cockerill pour former Cockerill-Ougrée.

## Chronologie des implantations sidérurgiques
- 1837 : mise à feu du Haut-Fourneau 1 en avril et du Haut-Fourneau 2 en avril.
- 1847 : mise en service des Haut-Fourneau 3 et 4.
- 1864 : inauguration d'une usine à puddler, martelé puis laminé sous forme de barres plates.
- 1878 : reconstruction et mise à feu du Haut-Fourneau 1 selon le système Whitwell (vent à 600 °C).
- 1879 : reconstruction du Haut-Fourneau 2.
- 1881 : reconstruction du Haut-Fourneau 3.
- 1892 : fusion de la Société anonyme des Charbonnages et Hauts Fourneaux d’Ougrée avec la Fabrique de Fer d'Ougrée. La Société est baptisée Société anonyme d'Ougrée.
- 1900 : reconstruction du Haut-Fourneau 4. Le 30 avril, la Société es t fusionnée avec les Charbonnages de Marihaye, et prend le nom de Société anonyme d'Ougrée-Marihaye.
- 1905 : construction du Haut-Fourneau 5.
- 1910 : construction du Haut-Fourneau 6.
- 1911 : construction du Haut-Fourneau 7.
- 1913 : construction du Haut-Fourneau 8.
- 1914 : chute des activités due à la guerre, après un pic de production l'année précédente de 320 000 tonnes de fonte, avec 8 hauts-fourneaux en service, 6 machines à vapeur et 5 machines à gaz, 120 fours à coke, une usine à récupération des sous-produits des gaz de cokerie, 1 parc à coke et 1 parc à minerai + 1 grue tournante, 1 cimenterie, 1 usine d’oxygène, 1 atelier d'entretien et des laboratoires.
- 1918 : production au ralenti. 4 hauts-fourneaux détruits et 4 hauts-fourneaux endommagés.
- 1924 : mise en service des Hauts-Fourneaux 3 et 4 "nouveaux".
- 1932 : mise en service du Haut-Fourneau 7 "nouveau".
- 1930 : début de récession.
- 1940 : début de récession due à la Seconde Guerre mondiale
- 1945 : remise en service des Hauts-Fourneaux 5, 6 et 8.
- 1947 : remise en service des Hauts-Fourneaux 2, 3 et 4.
- 1954 : fermeture du Charbonnage d'Ougrée, sur le site des hauts-fourneaux.
- 1955 : fusion des sociétés John Cockerill, Ougrée-Marihaye et Ferblatil qui donneront naissance à la Société Cockerill-Ougrée.
- 1959 : modernisation du Haut-Fourneau 7. Construction d’une nouvelle aciérie Thomas, atelier de concassage, criblage et agglomération, port à minerais et installation de déchargement des wagons de minerai.
- 1962 : mise en service du Haut-Fourneau B. Reste par ailleurs les Hauts-Fourneaux 3,4 et 5.
- 1963 : mise en service de l'aciérie de Chertal.
- 1964 : modernisation du Haut-Fourneau 5.
- 1965 : modernisation du Haut-Fourneau 4.
- 1966 : fusion de la Société avec les Forges de la Providence donnant naissance la Société Cockerill-Ougrée-Providence.
- 1967 : modernisation du Haut-Fourneau B.
- 1970 : fusion des sociétés Cockerill-Ougrée-Providence et Espérance-Longdoz, dont le nom est abrégé en Cockerill. La Société compte 40 000 travailleurs, pour une production annuelle de 6 134 000 tonnes d'acier brut. Elle compte 27 hauts-fourneaux dont 14 à Liège, 4 à Marchienne, 4 à Athus et 5 à Rehon. Arrêt définitif des Hauts-Fourneaux 3 et 4. Restent seuls à Ougrée les Hauts-Fourneaux 5 et B.
- 1979 : arrêt définitif de la cokerie d'Ougrée.
- 1981 : création officielle de la Société anonyme Cockerill-Sambre, par fusion des sociétés sidérurgiques des bassins de Liège et du Hainaut. Albert Frère aux commandes.
- 1982 : arrêt définitif du Haut-Fourneau 5 (26/10/82).
- 1984 : arrêt définitif de l'aciérie de Seraing, reste seule l'aciérie de Chertal. Restent seuls à Liège les Hauts-Fourneaux 6 et B.
- 1999 : alliance entre Cockerill-Sambre et Usinor.
- 2001 : fusion entre Usinor, Arbed et Aceralia, donnant naissance à Arcelor. Le groupe détient 23 Hauts Fourneaux et produit 35 millions de tonnes de fonte.
- 2005 : arrêt du Haut-Fourneau 6 de Seraing.
- 2006 : fusion entre Arcelor et Mittal. Le nouveau groupe s’appelle ArcelorMittal.
- 2008 : redémarrage du haut-fourneau 6 de Seraing en février, mais arrêt, qui s'avèrera définitif, six mois plus tard à la suite de la crise économique.
- 2009 : arrêt du haut-fourneau B d'Ougrée en mai.
- 2010 : redémarrage du haut-fourneau B d'Ougrée en avril.
- 2011 : arrêt définitif du haut-fourneau B, et de l'ensemble de la phase à chaud, sauf la cockerie de Seraing.
- 2014 : arrêt définitif de la Cokerie de Seraing (Ougrée) et mort de la sidérurgie intégrée à Liège.

## Chronologie des charbonnages
En tant qu'entreprise charbonnière, la Société anonyme d'Ougrée-Marihaye possédait une concession au sud-ouest de Liège, principalement sur le territoire de l'actuelle commune de Seraing, dans une moindre mesure Liège, Flémalle et Ivoz-Ramet. La partie orientale (Ougrée) était séparée de la partie occidentale (Val Saint-Lambert) par la concession de la Société anonyme John Cockerill (sous le centre de Seraing),.

### Société anonyme des Charbonnages de Marihaye

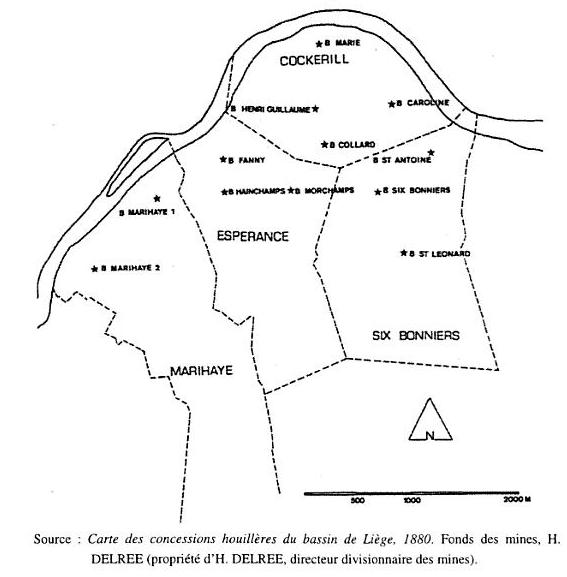
Carte des concessions sur le territoire de Seraing en 1880. De gauche à droite : Marihaye, Espérance, John Cockerill et Six-Bonniers. La concession Ougrée se trouve à droite des Six-Bonniers.

Une première bure Marihaye est mentionnée depuis le XIVe siècle. Au début du XIXe siècle, c'est une entreprise plus importante qui est connue sous ce nom, propriété d'une vingtaine de comparchonniers. Une concession sur base de la législation du royaume uni des Pays-Bas, leur est formellement accordée par arrêté royal le 13 mars 1827 sur le territoire de Seraing, comprenant notamment les puits no 1 et Pierre-Denis.
Des extensions successives de la concession seront accordées en 1861, 1864, 1866 et 1871.
À la suite de cette expansion, la Société se constitue en société anonyme le 18 juin 1870, avec un siège social à Flémalle-Grande.
Elle reprend par ailleurs notamment la concession d'Ivoz, puis en 1876 la partie occidentale de l'Espérance à Seraing. La partie orientale est reprise par la Société anonyme John Cockerill.
À cette époque, l'entreprise possède 18 puits répartis sur cinq sièges : Nouvelle Marihaye (à Flémalle-Grande), Ancienne Marihaye, Many, Fany et Boverie (à Seraing), et une dizaine de machines d'extraction, huit machines d'exhaure, cinquante-deux machines à vapeur et quatre locomotives.
La Société fusionne en 1900 avec la Société anonyme d'Ougrée pour former la Société anonyme d'Ougrée-Marihaye.

### Société anonyme des Charbonnages et Hauts-Fourneaux d'Ougrée

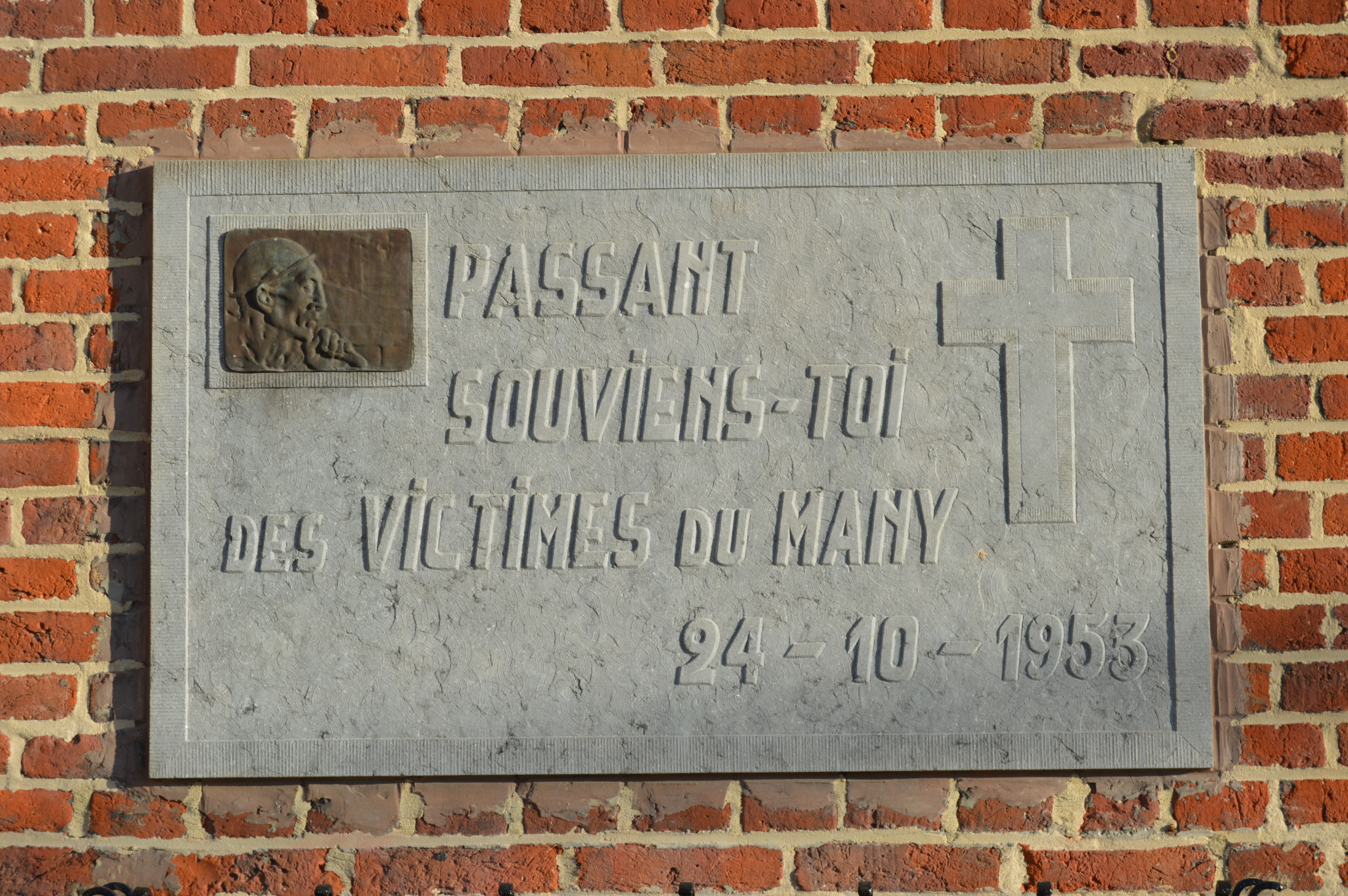
Plaque commémorative de la catastrophe du Many sur l'église au Val-Saint-Lambert

Les premières archives de l'exploitation du charbon à Ougrée datent de 1447, date à laquelle le Chapitre Saint-Jean accorda un droit exploiter le charbon à un groupe de comparchonniers. L'exploitation en rive droite de la Meuse se révélant plus compliquée en rive gauche, le droit de terrage se limita à quatorze panniers pour un (contre sept pour un en rive gauche), voire en certains lieux et certaines époques à un panier pour soixante-dix. L'extraction se poursuit pendant les siècles suivants avec des fortunes diverses.
En 1806, la production de charbon est inexistante à Ougrée.
La promulgation en 1810 sous Régime français d'une réglementation nouvelle distinguant la propriété du sol de la propriété du sous-sol allait cependant relancer l'exploitation, moyenannt l'arrivée d'exploitants disposant de capital.
Une concession est accordée par arrêté royal le 31 juillet 1827 aux frères Charles-James et John Cockerill, dont ils dilueront pour moitié la propriété deux ans plus tard avec d'autres importants propriétaires liégeois. La Société du Charbonnage d'Ougrée est cependant peu rentable du fait des coûts de transport, et les actionnaires font appel aux banques pour lancer une activité sidérurgique sur le site, qui consommera une bonne partie de la production charbonnière. La Société anonyme des Charbonnages et Hauts-Fourneaux d'Ougrée est fondée le 27 septembre 1835, et outre l'activité charbonnière, développe une activité de cokerie et de production de fonte, ainsi que divers produits finis. Deux hauts-fourneaux sont construits en 1836, complétés plus tard de deux autres.
L'entreprise prend le nom de Société anonyme d'Ougrée en 1892, et intègre la Fabrique de Fer d'Ougrée. Elle devient en 1900 la Société anonyme d'Ougrée-Marihaye après la fusion avec la Société anonyme des Charbonnages de Marihaye.
La houillère du Many ne se relèvera pas de la catastrophe du 24 octobre 1953 qui suscita un émoi considérable à l'époque, avec 75.000 personnes assistant aux funérailles, : 26 morts et 14 blessés à la suite d'un coup de grisou.
Le Charbonnage d'Ougrée cessera ses activités en 1954, à la veille de la fusion avec la Société anonyme John Cockerill.

### Charbonnage des Six-Bonniers
Le Charbonnage des Six-Bonniers ne fut pas intégré à la Société anonyme Ougrée-Marihaye, car celle-ci ne disposait que de cinq huitièmes du capital du charbonnage, ce qui permit cependant une intégration de la production du charbonnage dans les activités du groupe.
Le charbonnage a probablement été créé en 1809 pour une exploitation sur base du droit de l'ancien régime. Une concession est accordée par arrêté royal le 13 mars 1827 sur base du nouveau droit des mines. La concession s'étendait sous les communes de Seraing et Ougrée, désormais entièrement Seraing. À l'est se trouvait la concession des charbonnages d'Ougrée, et à l'ouest celle de la Société anonyme John Cockerill. La forme juridique de société civile verra varier le nombre et l'identité des propriétaires. Rapidement cependant, les frères Lamarche acquièrent un huitième de l'exploitation en 1830, puis quatre autres huitièmes en 1835. Ces parts passeront ensuite en possession de la Fabrique de Fer d'Ougrée, également propriété de la famille Lamarche. Celles-ci passeront ensuite en propriété de la Société anonyme Ougrée-Marihaye.
Le charbonnage cessa ses activités en 1948.

### Société anonyme Ougrée-Marihaye
La Société anonyme Ougrée-Marihaye continua de développer et d'exploiter les charbonnages en sa possession, mais elle se lança également dans des acquisitions au-delà du bassin liégeois. Dont notamment l'acquisition des Charbonnages de Fontaine-l'Évêque en 1929, ou encore la création de la Société anonyme du Charbonnage de Bray dans le Hainaut.

## La sidérurgie de nos jours
L'usine d'Ougrée devint l'un des sites principaux de production du chaud d'ArcelorMittal Liege avec les installations de Seraing et de Chertal. À la suite de la crise financière de 2008, le haut fourneau B fut momentanément arrêté du printemps 2009 à avril 2010.
En 2011, toute la phase liquide d'ArcelorMittal Liege fut arrêtée, produisant des manifestations, des grèves et même, la séquestration d'une partie de la direction par le personnel mécontent. La société-mère invoqua la sur-capacité et la non-compétitivité des installations mais un rapport Syndex commandité par les organisations syndicales prétend le contraire, accusant ArcelorMittal d'avoir manipulé la comptabilité et demandant aux pouvoirs publics de reprendre le contrôle des installations et de l'enlever à ArcelorMittal.

## Les charbonnages de nos jours

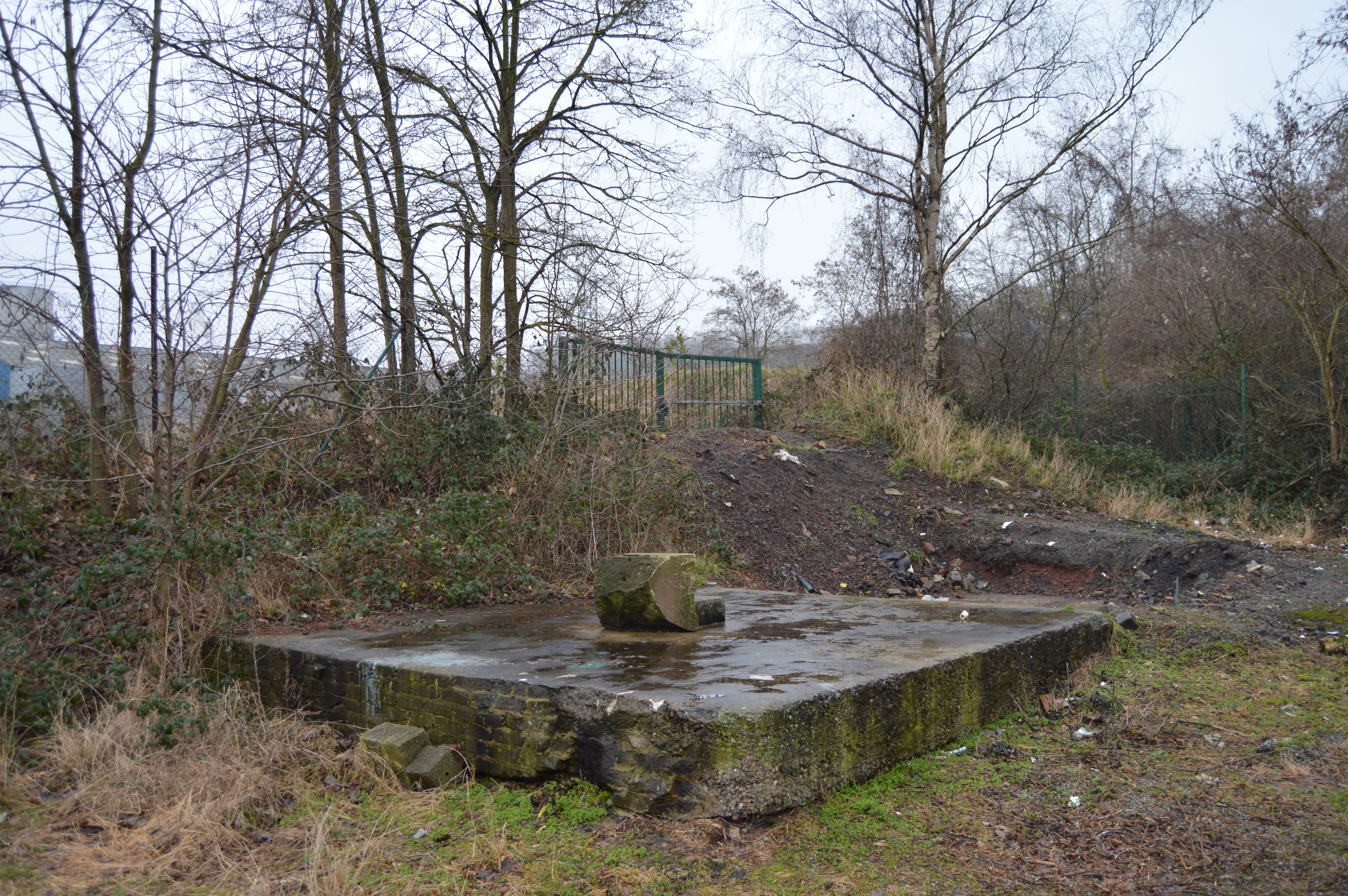
Puits vieille Marihaye

Il n'existe pratiquement plus aucune trace des différents charbonnages, les différents sites ayant été réurbanisés ou réindustrialisés.
Un puits bétonné, surmonté d'une tombe, est cependant toujours visible sur le site Vieille Marrihaye.

## Géolocalisation approximative des anciens sites d'exploitation du charbon[2]
- Siège administratif :
  - Boverie : 50° 35′ 42″ N, 5° 30′ 04″ E
  - Fanny : 50° 36′ 22″ N, 5° 30′ 06″ E
  - Hainchamps : ?
  - Ivoz : 50° 35′ 24″ N, 5° 28′ 31″ E
  - Many : 50° 35′ 50″ N, 5° 29′ 04″ E
  - Nouvelle Marihaye : 50° 36′ 00″ N, 5° 28′ 47″ E
  - Ougrée no 1 : 50° 36′ 16″ N, 5° 32′ 55″ E
  - Vieille Marihaye 50° 36′ 11″ N, 5° 29′ 38″ E

Pour le charbonnage des Six Bonniers :
- Siège administratif : ...
  - Saint-Antoine : 50° 36′ 30″ N, 5° 31′ 49″ E
  - Sainte-Barbe : ?
  - Saint-Léonard : 50° 35′ 49″ N, 5° 31′ 42″ E
  - Six Bonniers : 50° 36′ 12″ N, 5° 31′ 27″ E

## Terrils[6],[7]
- Cheratte - 50° 35′ 59″ N, 5° 28′ 40″ E - (disparu)
- Cheratte 11 - 50° 36′ 08″ N, 5° 28′ 47″ E - (disparu)
- Many - 50° 35′ 54″ N, 5° 29′ 03″ E - (disparu)
- Sur le Bar - 50° 35′ 26″ N, 5° 28′ 30″ E - (inexploité)
- Thier Potet - 50° 35′ 38″ N, 5° 30′ 03″ E - (disparu)
- Vieille Marihaye - 50° 36′ 03″ N, 5° 29′ 45″ E - (aménagé)

Pour le charbonnage des Six Bonniers :
- Bonnier 5/6 - 50° 36′ 10″ N, 5° 31′ 35″ E - (disparu)
- Bonnier 6/6 - 50° 36′ 15″ N, 5° 31′ 21″ E - (disparu)

## Sources
- André De Bruyn, Anciennes Houillères de la région liégeoise, Liège, Dricot, 1988, 208 p. (ISBN 2-87095-058-6, lire en ligne)
- Louis François Bernard Trioen, Collection des statuts de toutes les sociétés anonymes et en commandite par actions de la Belgique : Tôme second, Bruxelles, 1837, 483 p. (lire en ligne)
- Haut-fourneau B d'Ougrée, histoire des lieux - usine.be/
- Claude Gaier, Huit siècles de houillerie liégeoise, histoire des hommes et du charbon à Liège, Liège, Éditions du Perron, 1988, 261 p. (ISBN 2-87114-031-6)
- Suzanne Pasleau, « Caractéristiques des bassins industriels dans l’Eurégio Meuse-Rhin », Fédéralisme Régionalisme, vol. 3,‎ mars 2002 (lire en ligne)
- André De Bruyn, Anciennes Houillères de la Région liégeoise, Editions Dricot, 1988 (lire en ligne), S.A. d'Ougrée-Marihaye (Ougrée), p.181